# Campeonato Goiano de Futebol
O Campeonato Goiano de Futebol de Profissionais, mais conhecido como Campeonato Goiano ou ainda Goianão, é a competição profissional desse esporte no estado de Goiás. Organizada pela Federação Goiana de Futebol, desde 1940, é realizada ininterruptamente desde 1943.
Ao contrário do que ocorre em outros estados do Brasil, o campeonato goiano possui contradições no número de edições e campeões do torneio. Oficialmente o torneio começou a ser disputado em 1944. Porém, a FGF já havia organizado dois campeonatos anteriores em 1940 e 1943. Além disso, os torneios de 1940, 1943 e 1944-1961 eram oficialmente campeonatos goianienses, isto é, eram disputados por associações de Goiânia, tendo em algumas edições times do interior. Outro ponto é que existiu, de fato, um campeonato goiano neste período. Contendo cinco edições, o campeonato Estadual de Goiás ocorreu oficialmente nos anos de 1948 (representando 1947), 1959 (representando 1957), 1960 (representando 1959), 1961, (representando 1960) e 1962 (representando 1961). Todas as edições foram organizadas pela própria FGF. No entanto, com a adesão do profissionalismo no estado, a FGF reconheceu apenas o campeonato goianiense, dos torneios amadores, como Campeonato Goiano, excluindo o Campeonato Goiano oficial amador e ainda as duas primeiras edições do campeonato goianiense (1940 e 1943). 
Atualmente, o torneio da Primeira Divisão é disputado por doze equipes e normalmente realizado entre janeiro e meados de abril da temporada do futebol brasileiro. A nova fórmula de disputa com doze clubes no sistema de temporada de turno único classificatória entrou em vigor em 2022.

## História

### Antecedentes

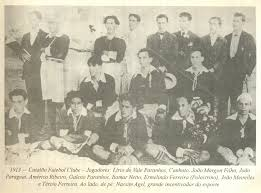
Equipe do Catalão Futebol Clube em 1913

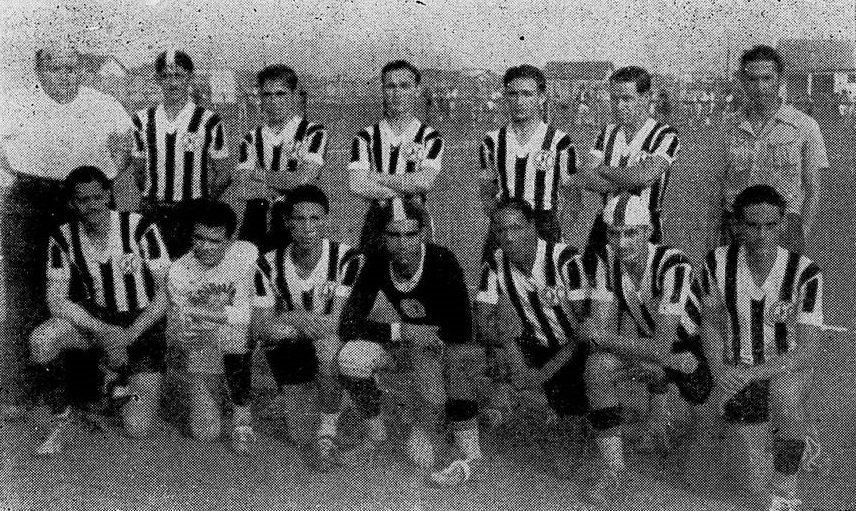
Equipe do Goiânia em 1941.

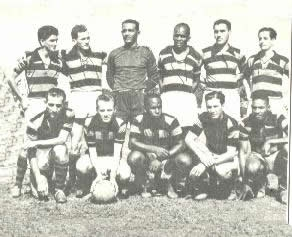
Equipe do Atlético Goianiense na década de 1940.

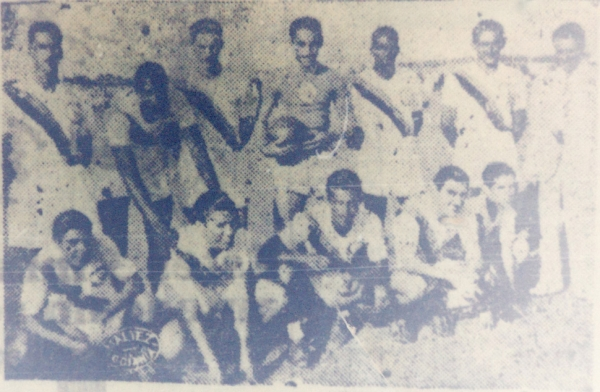
Esquadra do Goiânia em 1943.

Sobre a prática e inserção do futebol no Estado de Goiás os autores Klein & Audinino (1997) apud Silva Neto (2001) relatam que: "O futebol foi introduzido em Goiás pelo engenheiro Valter Sócrates do Nascimento, que durante um período de estudos na cidade de São Paulo, tinha tomado contato com o novo esporte" (p. 17)
Válter era filho de pai capixaba e mãe goiana, nasceu no dia 23 de agosto de 1892. Ele residiu em São Paulo, à Rua Cardoso de Almeida, 953. Engenheiro aposentado era fervoroso torcedor do São Paulo.

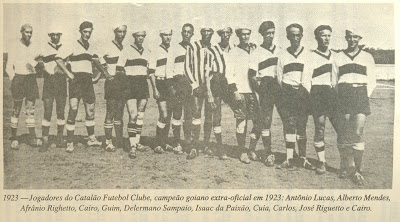
Jogadores do Catalão Futebol Clube, campeão goiano extra-oficial em 1923.

Sem desmerecer o muito que fez pelo esporte bretão em Goiás, Archie Macintyre manda a justiça esclarecer que o futebol nasceu em Vila Boa em 1907, sob a iniciativa dos estudantes vindos de São Paulo, Walter Sócrates do Nascimento e Renato Marcondes de Lacerda, os quais, articulados com alguns dos estudantes citados, mais Odilon de Amorim, Alberico Camargo, João Monteiro e outros colegas do Liceu de Goiás, resolveram promoverpeladas, quase diariamente, no Largo do Chafariz, onde situava aquele estabelecimento de ensino. Estas partidas foram os primeiros relatos do futebol em Goiás.

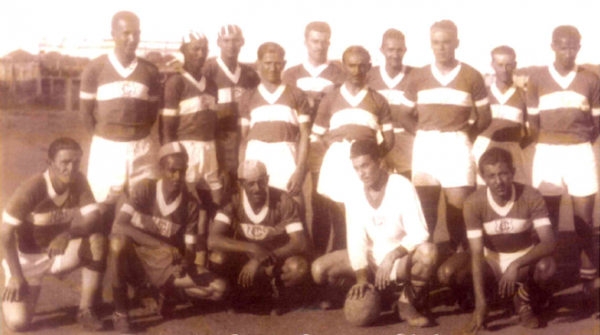
Equipe do Goiás em 1943.

#### AGEA
A Associação Goiana de Esportes Athleticos (Agea) foi fundada pelo paulista Genaro Rodrigues na tentativa de criação de uma federação que toma-se conta dos esportes em Goiás, principalmente do futebol.
Na época de sua fundação os jornais de Goiás exageravam na importância da Agea, que diziam estar o futebol estadual em pleno desenvolvimento, graças aos esforços do grande esportista Genaro Rodrigues, principal responsável pela criação da Associação Goyana de Esportes Athleticos.
Além do Genaro, os membros da primeira diretoria da entidade foram, Cesar de Alencastro Veiga, José de Alvarenga Peixoto, Sebastião da Rocha Lima, Joaquim Ramos Jubé Junior, Claudio Cunha e Jacques Saddi, entre outros.
A federação cogitava filiar-se à Confederação Brasileira de Desportos, para que clubes do Estado finalmente pudessem disputar competições interestaduais. Porém não teve êxito devido as suas exigências com os clubes.

### Do primeiro campeonato ao final dos Anos 50
Nessa época o futebol era completamente amador. O campeonato era disputado por times de Goiânia e cidades do entorno e era constantemente paralisado por causa do Campeonato Brasileiro de Seleções Estaduais.
Na primeira edição do Campeonato Goiano, não se poderia supor o quanto este cresceria e a importância que tomaria no cenário nacional, como centro formador e exportador de atletas, e também de grandes equipes. Naquele ano, 1944, apenas cinco times disputaram: Vila Nova, Atlético, Goiânia, Goiás e Campinas, fundado em 1939 (hoje extinto) e que tinha seu time composto pelos jogadores reservas do Atlético.
O primeiro campeão foi o Atlético Clube Goianiense e o primeiro artilheiro Ari, também do Atlético, com oito gols. O time venceu o Goiânia por 4 a 2 na última rodada.
A conquista do campeonato Goiano pelo Atlético foi apoiada em uma equipe homogênea, de bons atletas e um profundo amor pelo futebol. Iniciava-se ali uma história de glória e poder, mas também de árdua luta. Na época, o Atlético tinha poucos jogadores, com reservas e titulares se confundindo. Seu time base: Paulista (Wolney), Tonico (Ditinho) e Chancão (Fão), Waldemar Bariani, Tocafundo (Mira), Pixo (Pirulito); Cid, Ari, Cigano, Nazaré, Dido e Nery.
As décadas de 40 e 50 do futebol goiano foram totalmente dominadas pela dupla Atlético e Goiânia. Nos anos 40 foram disputados seis troféus. O Galo ficou com três títulos e o Dragão também com três. Os anos 50 foram dominados pelo Goiânia. O time alvinegro conquistou oito das dez taças disputadas. Os rubro-negros ficaram com os outros dois.

### Anos 60, profissionalização e era moderna

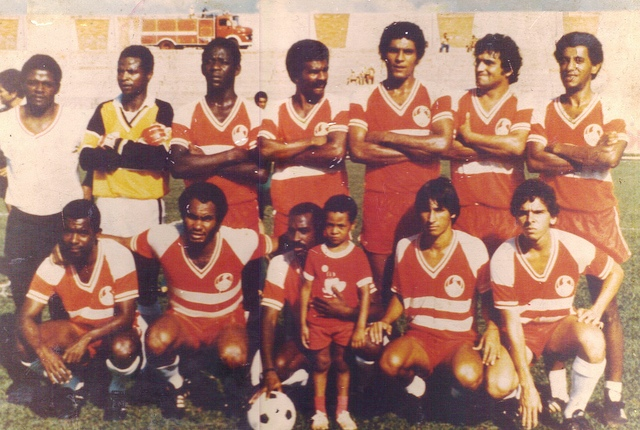
Nacional jogando contra a equipe da Jataiense, pelo Campeonato Goiano de 1984, no Estádio JK.

No final de 1962 o futebol goiano foi totalmente profissionalizado. O Campeonato Goiano ganhou fama nacional, e houve a quebra da hegemonia de Goiânia e Atlético Goianiense.
A década de 60 foi a mais democrática no futebol goiano. Seis times diferentes sagraram-se campeãs estaduais. Aquela era a primeira vez que outros clubes, além da dupla Dragão e Galo, ganhavam a condição de melhor do estado. O Vila Nova foi o grande vencedor dos anos 60 com quatro títulos. O Goiânia ficou com dois. Anápolis, Goiás, CRAC e Atlético teve um cada.
Nos anos 70 ficou iminente a rivalidade entre Vila Nova e Goiás. Os dois rivais dominaram as conquistas estaduais. O tigre obteve quatro títulos, assim como o periquito também ficou com quatro. O Goiânia ganhou um em 1974. Esta foi a última vez que o Galo se sagrou campeão estadual.
A década de 80 marcou o início do domínio esmeraldino. O Goiás conquistou cinco títulos, Vila Nova três e Atlético dois. Nos anos 90, o alviverde teve o seu melhor desempenho da história, com sete conquistas. Os colorados tiveram duas e o Goiatuba ganhou o único estadual de sua história.
Os primeiros dez anos do século XXI seguiram comandados pelo Goiás, porém sem a disparidade das décadas anteriores. O Verdão ergueu a taça quatro vezes. Vila Nova e Atlético ganharam dois estaduais. CRAC e Itumbiara conquistaram um título, cada.

### Eras

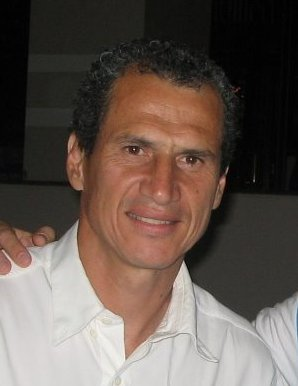
Baltazar, o Artilheiro de Deus.

O Campeonato Goiano pode ser dividido em três "eras": de 1944 a 1960, de 1961 a 1984 e de 1985 à atualidade.
1.ª era: Goiânia - entre 1944 e 1960 (17 anos) disputou todas as finais, conquistou 12 títulos, e teve 9 artilheiros.
2.ª era: Vila Nova - entre 1961 e 1984 (24 anos) chegou a decisão por 15 vezes, ganhou 11 campeonatos, e teve 5 artilheiros.
3.ª era: Goiás - entre 1985 e 2018 (33 anos) foi finalista por 30 oportunidades, conquistou 21 campeonatos, e teve 10 artilheiros.

### O maior campeão
Apesar de ser considerado o grande clube do futebol goiano hoje, o Goiás ficou na fila durante décadas. Só 22 anos depois da primeira edição do Goianão, em 1966, a equipe da Serrinha conquistou seu primeiro título. Mas a partir de então foi aos poucos se firmando como a principal associação. Apenas em 1997, ao conseguir seu 15° título, ultrapassou o Goiânia e assumiu a ponta na lista do maior campeão. Atualmente com 28 campeonatos, a equipe alviverde conquistou uma vantagem de 10 estaduais sobre o segundo colocado, Atlético Goianiense (18).

### Equipes do Interior
Além das equipes da capital, cinco clubes do interior conseguiram levantar o caneco de campeão goiano: o Anápolis, em 1965; o CRAC, de Catalão, em 1967 e 2004; o Goiatuba, em 1992; o Itumbiara, em 2008; e o Grêmio Anápolis, em 2021. Problemas financeiros impedem que o interior conquiste um espaço maior dentro do Goianão, mas algumas dessas equipes têm torcidas apaixonadas, que esperam ainda ver seu time na elite do futebol estadual.

## Finais

### Equipes na história do Goianão
Cinquenta e nove clubes já disputaram o Campeonato Goiano de Futebol. São 17 clubes de Goiânia e 6 clubes de Anápolis. As cidades de Itumbiara e Inhumas já tiveram 3 representantes cada um. 30 cidades já tiveram times no estadual.

### Grandes artilheiros
De Goiás saíram alguns grandes jogadores, muitos deles com passagem pela Seleção Brasileira, como Túlio Maravilha, Baltazar, Uidemar, dentre outros.
Nesses anos de história, os artilheiros foram responsáveis por belos momentos e grandes conquistas. O maior artilheiro continua sendo Baltazar, que em 1978 marcou 31 gols pelo Atlético. O atleticano é seguido de perto por Bé, do Vila Nova (29 gols em 1993), e Dill, do Goiás (29 em 2000). Em quarto está Foca, do Goiânia, com 28 gols em 1951, e em quinto Zé Amaro, do Anápolis, com 27 em 81, e Aloísio, do Goiás, também com 27 em 1997.

### O primeiro grande estádio de Goiânia
O primeiro grande estádio da cidade de Goiânia foi o Estádio Olímpico Pedro Ludovico. Nele aconteceram os grandes embates dos campeonatos estaduais e nacionais até a construção do Serra Dourada, nos anos 70.
O Olímpico mantém a cara de uma cidade pequena, acolhedora, calorosa, onde todos se conheciam.
Na metade dos anos 60 chegou a vender cadeiras cativas, uma ideia que não deu certo, apesar de uma grande campanha publicitária que teve até o Rei Pelé como garoto-propaganda.
O estádio original foi demolido e reconstruído outro mais moderno em seu lugar.

## Participantes em 2025
| Aumento | Equipes promovidas da Divisão de Acesso de 2024          |
| 🟢      | Equipes promovidas de sua divisão nacional de 2024       |
| 🟡      | Equipes que permaneceram em sua divisão nacional de 2024 |
| 🔴      | Equipes rebaixadas de sua divisão nacional de 2024       |

| Equipe              | Cidade               | Em 2024  | Estádios                                  | Títulos (último)    | Divisão Brasileira (2025) | Ano de Fundação |
| ABECAT Ouvidorense  | Ouvidor              | 2° (2°D) | Estádio Municipal Luiz Benedito           | 0 (não possui)      | Sem Divisão (🟡)          | 2016            |
| Anápolis            | Anápolis             | 6º       | Jonas Duarte                              | 1 (1965)            | C (🟢)                    | 1946            |
| Aparecidense        | Aparecida de Goiânia | 3°       | Anníbal Batista de Toledo                 | 0 (não possui)      | D (🔴)                    | 1985            |
| Atlético Goianiense | Goiânia              | 1º       | Antônio Accioly                           | 18 (último em 2024) | B (🔴)                    | 1937            |
| CRAC Catalão        | Catalão              | 10º      | Genervino da Fonseca                      | 2 (último em 2004)  | Sem Divisão (🔴)          | 1931            |
| Goianésia           | Goianésia            | 8º       | Valdeir José de Oliveira                  | 0 (não possui)      | D (🟢)                    | 1955            |
| Goiânia             | Goiânia              | 4°       | Olímpico                                  | 14 (último em 1974) | D (🟢)                    | 1938            |
| Goiás               | Goiânia              | 5º       | Serrinha                                  | 28 (último em 2018) | B (🟡)                    | 1943            |
| Goiatuba            | Goiatuba             | 7°       | Estádio Divino Garcia Rosa                | 1 (1992)            | D (🟢)                    | 1970            |
| Inhumas             | Inhumas              | 1° (2°D) | Zico Brandão                              | 0 (não possui)      | Sem Divisão (🟡)          | 1944            |
| Jataiense           | Jataí                | 9°       | Estádio Municipal Jerônimo Ferreira Fraga | 0 (não possui)      | Sem Divisão (🟡)          | 1952            |
| Vila Nova           | Goiânia              | 2°       | OBA                                       | 15 (último em 2005) | B (🟡)                    | 1943            |

## Campeões

### Era Amadora (Campeonato Goianiense)
| Edição | Ano  | Campeão                           | Vice-campeão                  | Terceiro colocado             | Quarto colocado               | Treinador vencedor |
| ------ | ---- | --------------------------------- | ----------------------------- | ----------------------------- | ----------------------------- | ------------------ |
| 1ª     | 1944 | Atlético Goianiense (Goiânia) (1) | Goiânia (Goiânia)             | Goiás (Goiânia)               | Vila Nova (Goiânia)           | Edson Hermano      |
| 2ª     | 1945 | Goiânia (Goiânia) (1)             | Goiás (Goiânia)               | Atlético Goianiense (Goiânia) | Vila Nova (Goiânia)           | Joaquim da Veiga   |
| 3ª     | 1946 | Goiânia (Goiânia) (2)             | Atlético Goianiense (Goiânia) | Anápolis SC (Anápolis)        | Goiás (Goiânia)               |                    |
| 4ª     | 1947 | Atlético Goianiense (Goiânia) (2) | Goiânia (Goiânia)             | Anápolis SC(Anápolis)         | Goiás (Goiânia)               | Orlando Ferezin    |
| 5ª     | 1948 | Goiânia (Goiânia) (3)             | Atlético Goianiense (Goiânia) | Goiás (Goiânia)               | Anapolina (Anápolis)          |                    |
| 6ª     | 1949 | Atlético Goianiense (Goiânia) (3) | Goiânia (Goiânia)             | Goiás (Goiânia)               | Araguaia (Goiânia)            |                    |
| 7ª     | 1950 | Goiânia (Goiânia) (4)             | Araguaia (Goiânia)            | Goiás (Goiânia)               | Atlético Goianiense (Goiânia) |                    |
| 8ª     | 1951 | Goiânia (Goiânia) (5)             | Goiás (Goiânia)               | Atlético Goianiense (Goiânia) | Anapolina (Anápolis)          | Fidêncio           |
| 9ª     | 1952 | Goiânia (Goiânia) (6)             | Atlético Goianiense (Goiânia) | Goiás (Goiânia)               | Pires do Rio (Pires do Rio)   | Joaquim da Veiga   |
| 10ª    | 1953 | Goiânia (Goiânia) (7)             | Goiás (Goiânia)               | Atlético Goianiense (Goiânia) | Anápolis (Anápolis)           | Joaquim da Veiga   |
| 11ª    | 1954 | Goiânia (Goiânia) (8)             | Atlético Goianiense (Goiânia) | Botafogo (Goiânia)            | Goiás (Goiânia)               |                    |
| 12ª    | 1955 | Atlético Goianiense (Goiânia) (4) | Goiânia (Goiânia)             | Goiás (Goiânia)               | Sírio Libanês (Goiânia)       | Fiore              |
| 13ª    | 1956 | Goiânia (Goiânia) (9)             | Goiás (Goiânia)               | Atlético Goianiense (Goiânia) | Goianás (Nova Veneza)         | Joaquim da Veiga   |
| 14ª    | 1957 | Atlético Goianiense (Goiânia) (5) | Goiânia (Goiânia)             | Goiás (Goiânia)               | Mariana (Goiânia)             |                    |
| 15ª    | 1958 | Goiânia (Goiânia) (10)            | Atlético Goianiense (Goiânia) | Vila Nova (Goiânia)           | Campineira (Goiânia)          | Fidêncio           |
| 16ª    | 1959 | Goiânia (Goiânia) (11)            | Atlético Goianiense (Goiânia) | Campineira (Goiânia)          | Vila Nova (Goiânia)           | Fidêncio           |
| 17ª    | 1960 | Goiânia (Goiânia) (12)            | Goiás (Goiânia)               | Vila Nova (Goiânia)           | Atlético Goianiense (Goiânia) |                    |
| 18ª    | 1961 | Vila Nova (Goiânia) (1)           | Atlético Goianiense (Goiânia) | Goiânia (Goiânia)             | Campineira (Goiânia)          | João Fernandes     |

### Profissionalismo
| Edição | Ano  | Campeão                            | Vice-campeão                         | Terceiro colocado                    | Quarto colocado                     |
| ------ | ---- | ---------------------------------- | ------------------------------------ | ------------------------------------ | ----------------------------------- |
| 19ª    | 1962 | Vila Nova (Goiânia) (2)            | Santa Rita (Goiânia)                 | Inhumas (Inhumas)                    | Ferroviário (Goiânia)               |
| 20ª    | 1963 | Vila Nova (Goiânia) (3)            | Ferroviário (Goiânia)                | Atlético Goianiense (Goiânia)        | Ipiranga (Anápolis)                 |
| 21ª    | 1964 | Atlético Goianiense (Goiânia) (6)  | Goiás (Goiânia)                      | Inhumas (Inhumas)                    | Ferroviário (Goiânia)               |
| 22ª    | 1965 | Anápolis (Anápolis) (1)            | Vila Nova (Goiânia)                  | Goiânia (Goiânia)                    | Inhumas (Inhumas)                   |
| 23ª    | 1966 | Goiás (Goiânia) (1)                | Inhumas (Inhumas)                    | Vila Nova (Goiânia)                  | Anápolis (Anápolis)                 |
| 24ª    | 1967 | CRAC (Catalão) (1)                 | Atlético Goianiense (Goiânia)        | Vila Nova (Goiânia)                  | Goiás (Goiânia)                     |
| 25ª    | 1968 | Goiânia (Goiânia) (13)             | Anápolis (Anápolis)                  | Vila Nova (Goiânia)                  | CRAC (Catalão)                      |
| 26ª    | 1969 | Vila Nova (Goiânia) (4)            | CRAC (Catalão)                       | Goiás (Goiânia)                      | Ipiranga (Anápolis)                 |
| 27ª    | 1970 | Atlético Goianiense (Goiânia) (7)  | Goiânia (Goiânia)                    | Vila Nova (Goiânia)                  | Goiás (Goiânia)                     |
| 28ª    | 1971 | Goiás (Goiânia) (2)                | Vila Nova (Goiânia)                  | Atlético Goianiense (Goiânia)        | Goiânia (Goiânia)                   |
| 29ª    | 1972 | Goiás (Goiânia) (3)                | Atlético Goianiense (Goiânia)        | Goiânia (Goiânia)                    | Campinas (Goiânia)                  |
| 30ª    | 1973 | Vila Nova (Goiânia) (5)            | Goiás (Goiânia)                      | Goiatuba (Goiatuba)                  | Atlético Goianiense (Goiânia)       |
| 31ª    | 1974 | Goiânia (Goiânia) (14)             | Goiás (Goiânia)                      | Atlético Goianiense (Goiânia)        | Vila Nova (Goiânia)                 |
| 32ª    | 1975 | Goiás (Goiânia) (4)                | Goiânia (Goiânia)                    | Itumbiara (Itumbiara)                | Atlético Goianiense (Goiânia)       |
| 33ª    | 1976 | Goiás (Goiânia) (5)                | Goiânia (Goiânia)                    | Atlético Goianiense (Goiânia)        | Itumbiara (Itumbiara)               |
| 34ª    | 1977 | Vila Nova (Goiânia) (6)            | Goiás (Goiânia)                      | Goiânia (Goiânia)                    | Rio Verde (Rio Verde)               |
| 35ª    | 1978 | Vila Nova (Goiânia) (7)            | Goiás (Goiânia)                      | Atlético Goianiense (Goiânia)        | Anapolina (Anápolis)                |
| 36ª    | 1979 | Vila Nova (Goiânia) (8)            | Atlético Goianiense (Goiânia)        | Itumbiara (Itumbiara)                | Goiás (Goiânia)                     |
| 37ª    | 1980 | Vila Nova (Goiânia) (9)            | Goiás (Goiânia)                      | Anápolis (Anápolis)                  | Atlético Goianiense (Goiânia)       |
| 38ª    | 1981 | Goiás (Goiânia) (6)                | Anapolina (Anápolis)                 | Vila Nova (Goiânia)                  | Anápolis (Anápolis)                 |
| 39ª    | 1982 | Vila Nova (Goiânia) (10)           | Goiás (Goiânia)                      | Atlético Goianiense (Goiânia)        | Itumbiara (Itumbiara)               |
| 40ª    | 1983 | Goiás (Goiânia) (7)                | Anapolina (Anápolis)                 | Itumbiara (Itumbiara)                | Goiânia (Goiânia)                   |
| 41ª    | 1984 | Vila Nova (Goiânia) (11)           | Goiânia (Goiânia)                    | Rio Verde (Rio Verde)                | Atlético Goianiense (Goiânia)       |
| 42ª    | 1985 | Atlético Goianiense (Goiânia) (8)  | Goiânia (Goiânia)                    | Goiás (Goiânia)                      | Anapolina (Anápolis)                |
| 43ª    | 1986 | Goiás (Goiânia) (8)                | Atlético Goianiense (Goiânia)        | Vila Nova (Goiânia)                  | Itumbiara (Itumbiara)               |
| 44ª    | 1987 | Goiás (Goiânia) (9)                | Atlético Goianiense (Goiânia)        | Santa Helena (Santa Helena de Goiás) | Itumbiara (Itumbiara)               |
| 45ª    | 1988 | Atlético Goianiense (Goiânia) (9)  | Goiás (Goiânia)                      | Goiatuba (Goiatuba)                  | Anápolis (Anápolis)                 |
| 46ª    | 1989 | Goiás (Goiânia) (10)               | Vila Nova (Goiânia)                  | Atlético Goianiense (Goiânia)        | Goiatuba (Goiatuba)                 |
| 47ª    | 1990 | Goiás (Goiânia) (11)               | Goiânia (Goiânia)                    | Mineiros (Mineiros)                  | Goiatuba (Goiatuba)                 |
| 48ª    | 1991 | Goiás (Goiânia) (12)               | Atlético Goianiense (Goiânia)        | Pires do Rio (Pires do Rio)          | Jataiense (Jataí)                   |
| 49ª    | 1992 | Goiatuba (Goiatuba) (1)            | Goiás (Goiânia)                      | Vila Nova (Goiânia)                  | Atlético Goianiense (Goiânia)       |
| 50ª    | 1993 | Vila Nova (Goiânia) (12)           | Goiás (Goiânia)                      | Mineiros (Mineiros)                  | Goiânia (Goiânia)                   |
| 51ª    | 1994 | Goiás (Goiânia) (13)               | Vila Nova (Goiânia)                  | Goiatuba (Goiatuba)                  | Atlético Goianiense (Goiânia)       |
| 52ª    | 1995 | Vila Nova (Goiânia) (13)           | Anápolis (Anápolis)                  | CRAC (Catalão)                       | Rio Verde (Rio Verde)               |
| 53ª    | 1996 | Goiás (Goiânia) (14)               | Atlético Goianiense (Goiânia)        | Anápolis (Anápolis)                  | Vila Nova (Goiânia)                 |
| 54ª    | 1997 | Goiás (Goiânia) (15)               | CRAC (Catalão)                       | Jataiense (Jataí)                    | Vila Nova (Goiânia)                 |
| 55ª    | 1998 | Goiás (Goiânia) (16)               | Vila Nova (Goiânia)                  | Anápolis (Anápolis)                  | Atlético Goianiense (Goiânia)       |
| 56ª    | 1999 | Goiás (Goiânia) (17)               | Vila Nova (Goiânia)                  | Anapolina (Anápolis)                 | Atlético Goianiense (Goiânia)       |
| 57ª    | 2000 | Goiás (Goiânia) (18)               | Anapolina (Anápolis)                 | Anápolis (Anápolis)                  | Caldas (Caldas Novas)               |
| 58ª    | 2001 | Vila Nova (Goiânia) (14)           | Goiás (Goiânia)                      | Anapolina (Anápolis)                 | Real Clube (Itumbiara)              |
| 59ª    | 2002 | Goiás (Goiânia) (19)               | Novo Horizonte (Ipameri)             | Anapolina (Anápolis)                 | Real Clube (Itumbiara)              |
| 60ª    | 2003 | Goiás (Goiânia) (20)               | Novo Horizonte (Ipameri)             | Vila Nova (Goiânia)                  | Real Clube (Itumbiara)              |
| 61ª    | 2004 | CRAC (Catalão) (2)                 | Vila Nova (Goiânia)                  | Goiás (Goiânia)                      | Jataiense (Jataí)                   |
| 62ª    | 2005 | Vila Nova (Goiânia) (15)           | Goiás (Goiânia)                      | Mineiros (Mineiros)                  | Grêmio Inhumense (Inhumas)          |
| 63ª    | 2006 | Goiás (Goiânia) (21)               | Atlético Goianiense (Goiânia)        | Anapolina (Anápolis)                 | Vila Nova (Goiânia)                 |
| 64ª    | 2007 | Atlético Goianiense (Goiânia) (10) | Goiás (Goiânia)                      | Vila Nova (Goiânia)                  | Itumbiara (Itumbiara)               |
| 65ª    | 2008 | Itumbiara (Itumbiara) (1)          | Goiás (Goiânia)                      | Atlético Goianiense (Goiânia)        | Anápolis (Anápolis)                 |
| 66ª    | 2009 | Goiás (Goiânia) (22)               | Atlético Goianiense (Goiânia)        | Itumbiara (Itumbiara)                | CRAC (Catalão)                      |
| 67ª    | 2010 | Atlético Goianiense (Goiânia) (11) | Santa Helena (Santa Helena de Goiás) | Vila Nova (Goiânia)                  | Goiás (Goiânia)                     |
| 68ª    | 2011 | Atlético Goianiense (Goiânia) (12) | Goiás (Goiânia)                      | Vila Nova (Goiânia)                  | Anapolina (Anápolis)                |
| 69ª    | 2012 | Goiás (Goiânia) (23)               | Atlético Goianiense (Goiânia)        | CRAC (Catalão)                       | Vila Nova (Goiânia)                 |
| 70ª    | 2013 | Goiás (Goiânia) (24)               | Atlético Goianiense (Goiânia)        | Goianésia (Goianésia)                | Aparecidense (Aparecida de Goiânia) |
| 71ª    | 2014 | Atlético Goianiense (Goiânia) (13) | Goiás (Goiânia)                      | Anapolina (Anápolis)                 | Goianésia (Goianésia)               |
| 72ª    | 2015 | Goiás (Goiânia) (25)               | Aparecidense (Aparecida de Goiânia)  | Goianésia (Goianésia)                | Trindade (Trindade)                 |
| 73ª    | 2016 | Goiás (Goiânia) (26)               | Anápolis (Anápolis)                  | Atlético Goianiense (Goiânia)        | Vila Nova (Goiânia)                 |
| 74ª    | 2017 | Goiás (Goiânia) (27)               | Vila Nova (Goiânia)                  | Aparecidense (Aparecida de Goiânia)  | Atlético Goianiense (Goiânia)       |
| 75ª    | 2018 | Goiás (Goiânia) (28)               | Aparecidense (Aparecida de Goiânia)  | Vila Nova (Goiânia)                  | Anapolina Anápolis)                 |
| 76ª    | 2019 | Atlético Goianiense (Goiânia) (14) | Goiás (Goiânia)                      | Vila Nova (Goiânia)                  | Goiânia (Goiânia)                   |
| 77ª    | 2020 | Atlético Goianiense (Goiânia) (15) | Goianésia (Goianésia)                | Jaraguá (Jaraguá)                    | Aparecidense (Aparecida de Goiânia) |
| 78ª    | 2021 | Grêmio Anápolis (Anápolis) (1)     | Vila Nova (Goiânia)                  | Atlético Goianiense (Goiânia)        | Aparecidense (Aparecida de Goiânia) |
| 79ª    | 2022 | Atlético Goianiense (Goiânia) (16) | Goiás (Goiânia)                      | Vila Nova (Goiânia)                  | Iporá (Iporá)                       |
| 80ª    | 2023 | Atlético Goianiense (Goiânia) (17) | Goiás (Goiânia)                      | Aparecidense (Aparecida de Goiânia)  | Anápolis (Anápolis)                 |
| 81ª    | 2024 | Atlético Goianiense (Goiânia) (18) | Vila Nova (Goiânia)                  | Aparecidense (Aparecida de Goiânia)  | Goiânia (Goiânia)                   |
| 82ª    | 2025 | Vila Nova (Goiânia) (16)           | Anápolis (Anápolis)                  | Atlético Goianiense (Goiânia)        | Goiás (Goiânia)                     |

  Campeão invicto. 

## Títulos

### Títulos por clubes
| Clube                                | Campeão | Anos dos Títulos | Vice | Anos dos Vices |
| ------------------------------------ | ------- | --- | ---- | --- |
| Goiás (Goiânia)                      | 28      | 1966, 1971, 1972, 1975, 1976, 1981, 1983, 1986, 1987, 1989, 1990, 1991, 1994, 1996, 1997, 1998, 1999, 2000, 2002, 2003, 2006, 2009, 2012, 2013, 2015, 2016, 2017, 2018 | 24   | 1945, 1951, 1953, 1956, 1960, 1964, 1973, 1974, 1977, 1978, 1980, 1982, 1988, 1992, 1993, 2001, 2005, 2007, 2008, 2011, 2014, 2019, 2022, 2023 |
| Atlético Goianiense (Goiânia)        | 18      | 1944, 1947, 1949, 1955, 1957, 1964, 1970, 1985, 1988, 2007, 2010, 2011, 2014, 2019, 2020, 2022, 2023, 2024                                                             | 18   | 1946, 1948, 1952, 1954, 1958, 1959, 1961, 1967, 1972, 1979, 1986, 1987, 1991, 1996, 2006, 2009, 2012, 2013                                     |
| Vila Nova (Goiânia)                  | 16      | 1961, 1962, 1963, 1969, 1973, 1977, 1978, 1979, 1980, 1982, 1984, 1993, 1995, 2001, 2005, 2025                                                                         | 11   | 1950, 1965, 1971, 1989, 1994, 1998, 1999, 2004, 2017, 2021, 2024                                                                               |
| Goiânia (Goiânia)                    | 14      | 1945, 1946, 1948, 1950, 1951, 1952, 1953, 1954, 1956, 1958, 1959, 1960, 1968, 1974                                                                                     | 11   | 1944, 1947, 1949, 1955, 1957, 1970, 1975, 1976, 1984, 1985, 1990                                                                               |
| CRAC (Catalão)                       | 2       | 1967, 2004 | 2    | 1969, 1997 |
| Anápolis (Anápolis)                  | 1       | 1965 | 4    | 1968, 1995, 2016, 2025 |
| Goiatuba (Goiatuba)                  | 1       | 1992 | 0    | |
| Itumbiara (Itumbiara)                | 1       | 2008 | 0    | |
| Grêmio Anápolis (Anápolis)           | 1       | 2021 | 0    | |
| Anapolina (Anápolis)                 | 0       | | 3    | 1981, 1983, 2000 |
| Novo Horizonte (Ipameri)             | 0       | | 2    | 2002, 2003 |
| Aparecidense (Aparecida de Goiânia)  | 0       | | 2    | 2015, 2018 |
| Santa Rita (Goiânia)                 | 0       | | 1    | 1962 |
| Ferroviário (Goiânia)                | 0       | | 1    | 1963 |
| Inhumas (Inhumas)                    | 0       | | 1    | 1966 |
| Santa Helena (Santa Helena de Goiás) | 0       | | 1    | 2010 |
| Goianésia (Goianésia)                | 0       | | 1    | 2020 |

* Em negrito, os clubes em atividade profissional. 

### Títulos por cidade
| Cidade                | Títulos | Vices  |
| --------------------- | ------- | ------ |
| Goiânia               | 76 (4)  | 66 (6) |
| Anápolis              | 2 (2)   | 7 (2)  |
| Catalão               | 2 (1)   | 2 (1)  |
| Goiatuba              | 1 (1)   | 0      |
| Itumbiara             | 1 (1)   | 0      |
| Aparecida de Goiânia  | 0       | 2 (1)  |
| Ipameri               | 0       | 2 (1)  |
| Goianésia             | 0       | 1 (1)  |
| Inhumas               | 0       | 1 (1)  |
| Santa Helena de Goiás | 0       | 1 (1)  |

### Títulos por clube pós-profissionalismo
Títulos por clube após o profissionalismo do Futebol Goiano em 1962-63.
| Clube           | Títulos (último) |
| --------------- | ---------------- |
| Goiás           | 28 (2018)        |
| Vila Nova       | 15 (2025)        |
| Atlético        | 13 (2024)        |
| Goiânia         | 2 (1974)         |
| CRAC            | 2 (2004)         |
| Anápolis        | 1 (1965)         |
| Goiatuba        | 1 (1992)         |
| Itumbiara       | 1 (2008)         |
| Grêmio Anápolis | 1 (2021)         |

### Campeões invictos
| Três vezes - Atlético-GO — 1944, 1955, 1957 Duas vezes - Goiânia - 1953, 1954 - Vila Nova - 1961, 1962 - Goiás — 1972 e 1975 Pentacampeonatos - Goiânia - 1 vez (1950-51-52-53-54) - Goiás - 1 vez (1996-97-98-99-00) Tetracampeonatos - Vila Nova - 1 vez (1977-78-79-80) - Goiás - 1 vez (2015-16-17-18) Tricampeonatos - Atlético - 1 vez (2022-23-24) - Goiás - 1 vez (1989-90-91) - Goiânia - 1 vez (1958-59-60) - Vila Nova - 1 vez (1961-62-63) Bicampeonatos - Goiás - 5 vezes (1971-72), (1975-76), (1986-87), (2002-03), (2012-13) - Atlético - 2 vezes (2010-11), (2019-20) - Goiânia - 1 vez (1945-46) | Década de 1940 Goiânia e Atlético-GO, com 3 títulos (1945-46-48 e 1944-47-49, respectivamente) Década de 1950 Goiânia, com 8 títulos (1950-51-52-53-54-56-58-59) Década de 1960 Vila Nova, com 4 títulos (1961-62-63-69) Década de 1970 Goiás e Vila Nova, com 4 títulos (1971-72-75-76 e 1973-77-78-79, respectivamente) Década de 1980 Goiás, com 5 títulos (1981-83-86-87-89) Década de 1990 Goiás, com 7 títulos (1990-91-94-96-97-98-99) Década de 2000 Goiás, com 5 títulos (2000-02-03-06-09) Década de 2010 Goiás, com 6 títulos (2012-13-15-16-17-18) Década de 2020 Atlético, com 4 títulos (2020-22-23-24) |

## Participações
Os seis clubes que mais participaram da competição:[a]
| Clubes              | Cidade   | Participações | Anos |
| ------------------- | -------- | ------------- | --- |
| Goiás               | Goiânia  | 82            | 1944–2025 |
| Atlético Goianiense | Goiânia  | 80[b]         | 1944–2003 e 2006–2025 |
| Vila Nova           | Goiânia  | 77[b]         | 1944–1950, 1955–2014, 2016–2025                                                                                           |
| Goiânia             | Goiânia  | 62[c]         | 1944–1991, 1993, 1997, 1999–2003, 2005, 2007, 2019–2020 e 2023–2025                                                       |
| Anapolina           | Anápolis | 56            | 1948, 1950–1951, 1953, 1962–1969, 1975–2012, 2014–2016 e 2018–2020                                                        |
| Anápolis            | Anápolis | 52            | 1950–1951, 1953, 1962–1969, 1972–1976, 1978–1989, 1991, 1993–2001, 2003–2005, 2008–2009, 2013–2014, 2016–2018 e 2020–2025 |

OBS: A. ^  Não estão sendo contabilizados os campeonatos goianienses de 1940 e 1943, e os campeonatos goianos amadores (1947, 1957, 1959, 1960 e 1961). Na era Amadora estão sendo considerados apenas os Campeonatos Goianienses de 1944–1961.
B. ^  Vila Nova e Atlético Goianiense foram rebaixados em 2000. O primeiro por punição da federação e o segundo pela quantidade de pontos obtidos. Os clubes disputaram a segunda divisão no mesmo ano e conseguiram o acesso para 2001.
C. ^  O Goiânia licenciou-se nos anos de 1992 e 1994–1996.

## Artilheiros
| Artilheiros do Campeonato Goiano de Futebol | Artilheiros do Campeonato Goiano de Futebol | Artilheiros do Campeonato Goiano de Futebol | Artilheiros do Campeonato Goiano de Futebol |
| ------------------------------------------- | ------------------------------------------- | ------------------------------------------- | ------------------------------------------- |

| Ano  | Artilheiro        | Clube                               | Gols |
| ---- | ----------------- | ----------------------------------- | ---- |
| 1944 | Ari               | Atlético (Goiânia)                  | 8    |
| 1945 | Mateba            | Goiânia (Goiânia)                   | 9    |
| 1946 | Tarzan            | Vila Nova (Goiânia)                 | 12   |
| 1947 | Dido              | Atlético (Goiânia)                  | 17   |
| 1948 | Tarzan            | Atlético (Goiânia)                  | 21   |
| 1949 | Tarzan            | Atlético (Goiânia)                  | 18   |
| 1950 | Elson Salsicha    | Goiânia (Goiânia)                   | 18   |
| 1951 | Foca              | Goiânia (Goiânia)                   | 28   |
| 1952 | Foca              | Goiânia (Goiânia)                   | 20   |
| 1953 | Foca              | Goiânia (Goiânia)                   | 26   |
| 1954 | Elson Salsicha    | Goiânia (Goiânia)                   | 5    |
| 1954 | Fábio André       | União (Goiânia)                     | 5    |
| 1955 | Fábio             | Atlético (Goiânia)                  | 21   |
| 1956 | Tão Segurado      | Goiás (Goiânia)                     | 22   |
| 1957 | Dimas Diniz       | Goianás (Nova Veneza)               | 18   |
| 1958 | Orestes           | Goiânia (Goiânia)                   | 15   |
| 1959 | Laílson           | Goiânia (Goiânia)                   | 8    |
| 1960 | Laílson           | Goiânia (Goiânia)                   | 10   |
| 1961 | Gibrair           | Vila Nova (Goiânia)                 | 10   |
| 1962 | Líbano            | Inhumas (Inhumas)                   | 18   |
| 1963 | Waltercides       | Campineira (Goiânia)                | 19   |
| 1964 | Líbano            | Inhumas (Inhumas)                   | 14   |
| 1965 | Nélson Parrila    | Anápolis (Anápolis)                 | 16   |
| 1966 | Nélson Parrila    | Anápolis (Anápolis)                 | 17   |
| 1967 | Toninho Índio     | CRAC (Catalão)                      | 17   |
| 1968 | Waldeir           | Goiânia (Goiânia)                   | 11   |
| 1969 | Toninho Índio     | CRAC (Catalão)                      | 14   |
| 1970 | Dádi              | Atlético (Goiânia)                  | 13   |
| 1971 | Lindemberg        | Campinas (Goiânia)                  | 9    |
| 1971 | Carlos Ramos      | Goiânia (Goiânia)                   | 9    |
| 1972 | Dádi              | Atlético (Goiânia)                  | 12   |
| 1973 | Lincoln           | Goiás (Goiânia)                     | 13   |
| 1974 | Zé Maria          | Goiás (Goiânia)                     | 8    |
| 1975 | Lincoln           | Goiás (Goiânia)                     | 15   |
| 1976 | Lincoln           | Goiás (Goiânia)                     | 15   |
| 1977 | Marco Antônio     | Goiás (Goiânia)                     | 17   |
| 1978 | Baltazar          | Atlético (Goiânia)                  | 31   |
| 1979 | Divino            | Anápolis (Anápolis)                 | 13   |
| 1980 | Zé Henrique       | Vila Nova (Goiânia)                 | 18   |
| 1981 | Zé Amaro          | Anápolis (Anápolis)                 | 27   |
| 1982 | Tatau             | Atlético (Goiânia)                  | 21   |
| 1983 | Valmir Cambalhota | Goiânia (Goiânia)                   | 10   |
| 1983 | Cacau             | Goiás (Goiânia)                     | 10   |
| 1984 | Zé Henrique       | Vila Nova (Goiânia)                 | 9    |
| 1985 | Bill              | Atlético (Goiânia)                  | 24   |
| 1986 | Valdir Dias       | Itumbiara (Itumbiara)               | 13   |
| 1987 | Ivo               | Anapolina (Anápolis)                | 11   |
| 1988 | Sabará            | Goiás (Goiânia)                     | 18   |
| 1989 | Valdeir           | Atlético (Goiânia)                  | 18   |
| 1990 | Agnaldo           | Goiás (Goiânia)                     | 13   |
| 1991 | Túlio             | Goiás (Goiânia)                     | 18   |
| 1992 | Ronaldo           | Goiás (Goiânia)                     | 23   |
| 1993 | Bé                | Vila Nova (Goiânia)                 | 29   |
| 1994 | Baltazar          | Goiás (Goiânia)                     | 25   |
| 1994 | Bé                | Vila Nova (Goiânia)                 | 25   |
| 1995 | Luciano           | Vila Nova (Goiânia)                 | 25   |
| 1996 | Christian         | Vila Nova (Goiânia)                 | 21   |
| 1997 | Aloísio           | Goiás (Goiânia)                     | 27   |
| 1998 | Róbson            | CRAC (Catalão)                      | 20   |
| 1998 | Ânderson Barbosa  | Vila Nova (Goiânia)                 | 20   |
| 1999 | Ânderson Barbosa  | Vila Nova (Goiânia)                 | 20   |
| 2000 | Dill              | Goiás (Goiânia)                     | 29   |
| 2001 | Túlio             | Vila Nova (Goiânia)                 | 16   |
| 2002 | Rubsen            | Atlético (Goiânia)                  | 15   |
| 2003 | Joel              | Vila Nova (Goiânia)                 | 11   |
| 2004 | Mendes Baiano     | Vila Nova (Goiânia)                 | 17   |
| 2005 | Paulo Baier       | Goiás (Goiânia)                     | 12   |
| 2006 | Fábio Luís        | Aparecidense (Aparecida de Goiânia) | 17   |
| 2007 | Fábio Oliveira    | Atlético (Goiânia)                  | 18   |
| 2008 | Túlio             | Vila Nova (Goiânia)                 | 14   |
| 2009 | Felipe            | Goiás (Goiânia)                     | 16   |
| 2010 | Diogo Galvão      | Trindade (Trindade)                 | 15   |
| 2011 | Marcão            | Atlético (Goiânia)                  | 13   |
| 2012 | Patrick           | Vila Nova (Goiânia)                 | 14   |
| 2013 | Ricardo Jesus     | Atlético (Goiânia)                  | 12   |
| 2014 | Araújo            | Goiás (Goiânia)                     | 9    |
| 2014 | Júnior Viçosa     | Atlético (Goiânia)                  | 9    |
| 2014 | Nonato            | Goianésia (Goianésia)               | 9    |
| 2015 | Nonato            | Goianésia (Goianésia)               | 10   |
| 2016 | Nonato            | Goianésia (Goianésia)               | 10   |
| 2017 | Gilmar            | Itumbiara (Itumbiara)               | 9    |
| 2018 | Nonato            | Goianésia (Goianésia)               | 9    |
| 2019 | Alan Mineiro      | Vila Nova (Goiânia)                 | 9    |
| 2020 | Alex Henrique     | Aparecidense (Aparecida de Goiânia) | 8    |
| 2021 | Alex Henrique     | Aparecidense (Aparecida de Goiânia) | 8    |
| 2022 | Nícolas           | Goiás (Goiânia)                     | 8    |
| 2023 | Luiz Fernando     | Atlético Goianiense (Goiânia)       | 10   |
| 2024 | Luiz Fernando     | Atlético Goianiense (Goiânia)       | 11   |
| 2025 | Igor Cássio       | Anápolis (Anápolis)                 | 6    |

## Campeões goianos de Aspirantes (Reservas)
| Ano  | Campeão             | Comentários |
| ---- | ------------------- | --- |
| 1946 | Goiânia (Goiânia)   | Goiânia vence o Campeonato da Cidade, de aspirantes.                                                                                                |
| 1948 | Goiânia (Goiânia)   | Goiânia vence o Atlético por 3 a 0 e conquista o Campeonato da Cidade, de aspirantes.                                                               |
| 1950 | Atlético (Goiânia)  | O Atlético conquista o título de aspirantes do Campeonato da Cidade ao vencer o Goiânia. Campeonato durou até 1951.                                 |
| 1951 | Goiânia (Goiânia)   | Goiânia vence o São Francisco, por 7 a 2, no Estádio Manoel Demóstenes, e conquista o Campeonato Citadino de Aspirantes. Campeonato durou até 1952. |
| 1952 | Goiânia (Goiânia)   | Goiânia conquista o Campeonato Citadino de Aspirantes. Campeonato durou até 1953.                                                                   |
| 1954 | Goiânia (Goiânia)   | Goiânia conquista o Campeonato Citadino de Aspirantes.                                                                                              |
| 1955 | Goiânia (Goiânia)   | Goiânia conquista o Campeonato Citadino de Aspirantes.                                                                                              |
| 1957 | Goiânia (Goiânia)   | Goiânia conquista o Campeonato Citadino de Aspirantes. Atlético foi vice.                                                                           |
| 1958 | Goiânia (Goiânia)   | Goiânia conquista o Campeonato Citadino de Aspirantes.                                                                                              |
| 1959 | Goiânia (Goiânia)   | Goiânia conquista o Campeonato Citadino de Aspirantes.                                                                                              |
| 1962 | Goiânia (Goiânia)   | Goiânia conquista o Campeonato Citadino de Aspirantes.                                                                                              |
| 1965 | Vila Nova (Goiânia) | Vila Nova conquista o Campeonato de Aspirantes. |

### Total de títulos de Aspirantes (Reservas)
| Clube     | Total | Anos Campeão                                               |
| --------- | ----- | ---------------------------------------------------------- |
| Goiânia   | 10    | 1946, 1948, 1951, 1952, 1954, 1955, 1957, 1958, 1959, 1962 |
| Atlético  | 1     | 1950                                                       |
| Vila Nova | 1     | 1965                                                       |

- OBS: Devido a falta de fontes confiáveis, alguns campeões não estão presentes na lista, não sendo este então, o total de Campeonato Goiano de Aspirantes disputados.

## Maiores públicos
- Jogos no Estádio Serra Dourada, acima de 45.000 presentes.

| #  | Jogo                        | Público | Pagantes | Estádio       | Campeonato | Data                   |
| -- | --------------------------- | ------- | -------- | ------------- | ---------- | ---------------------- |
| 1  | Goiás 2 x 1 Vila Nova       | 64.614  |          | Serra Dourada | 1979       | 29 de julho de 1979    |
| 2  | Goiás 0 x 1 Vila Nova       | 62.571  |          | Serra Dourada | 1979       | 22 de abril de 1979    |
| 3  | Goiás 3 x 1 Vila Nova       | 58.952  | 57.682   | Serra Dourada | 1977       | 08 de março de 1977    |
| 4  | Goiás 1 x 0 Vila Nova       | 58.843  | 41.002   | Serra Dourada | 1982       | 12 de dezembro de 1982 |
| 5  | Atlético-GO 1 x 1 Vila Nova | 56.854  |          | Serra Dourada | 1976       | 30 de junho de 1976    |
| 5  | Goiânia 1 x 2 Goiás         | 56.854  |          | Serra Dourada | 1976       | 30 de junho de 1976    |
| 7  | Atlético-GO 1 x 1 Goiás     | 48.761  |          | Serra Dourada | 1976       | 04 de julho de 1976    |
| 7  | Goiânia 1 x 2 Vila Nova     | 48.761  |          | Serra Dourada | 1976       | 04 de julho de 1976    |
| 9  | Goiás 3 x 5 Vila Nova       | 47.712  |          | Serra Dourada | 1999       | 28 de março de 1999    |
| 10 | Vila Nova 3 x 1 Goiás       | 45.351  |          | Serra Dourada | 2001       | 03 de junho de 2001    |
| 11 | Goiás 0 x 0 Vila Nova       | 45.317  |          | Serra Dourada | 2005       | 17 de abril de 2005    |

### Maiores goleadas
| Nº | Mandante            | Placar | Visitante                | Estádio         | Data            | Ano  | Ref.   |
| -- | ------------------- | ------ | ------------------------ | --------------- | --------------- | ---- | ------ |
| 1  | Botafogo            | 0–14   | Atlético Goianiense      | Pedro Ludovico  | 19 de setembro  | 1948 | [ 6 ]  |
| 2  | São Paulo           | 1–14   | Goianás                  | Antônio Accioly | 27 de julho     | 1957 | [ 7 ]  |
| 3  | Goiânia             | 13–0   | Botafogo                 | Pedro Ludovico  | 12 de agosto    | 1951 | [ 8 ]  |
| 4  | Atlético Goianiense | 12–0   | Botafogo                 | Antônio Accioly | 29 de agosto    | 1948 | [ 9 ]  |
| 4  | Goiás               | 12–0   | Jataiense                |                 | 11 de maio      | 1988 | [ 10 ] |
| 5  | Atlético Goianiense | 11–0   | Vila Nova                | Pedro Ludovico  | 16 de julho     | 1944 | [ 11 ] |
| 5  | Atlético Goianiense | 11–0   | Botafogo                 | Antônio Accioly | 30 de abril     | 1950 | [ 12 ] |
| 5  | São Paulo           | 0–11   | Goiás                    | Antônio Accioly | 29 de setembro  | 1956 | [ 13 ] |
| 5  | Goiás               | 11–0   | São Luiz                 | Pedro Ludovico  | 25 de maio      | 1957 | [ 14 ] |
| 5  | Vila Coimbra        | 0–11   | Vila Nova                | Pedro Ludovico  | 6 de outubro    | 1963 | [ 15 ] |
| 6  | Botafogo            | 0–10   | Goiânia                  | Pedro Ludovico  | 26 de setembro  | 1948 | [ 16 ] |
| 6  | Vila Nova           | 10–0   | Flamengo                 | Antônio Accioly | 7 de maio       | 1950 | [ 17 ] |
| 6  | Goiânia             | 10–0   | São Francisco Sport Club | Pedro Ludovico  | 17 de junho     | 1951 | [ 18 ] |
| 6  | Goiânia             | 10–0   | Botafogo                 | Pedro Ludovico  | 11 de abril     | 1953 | [ 19 ] |
| 6  | Goiânia             | 10–0   | Santa Rita               | Pedro Ludovico  | 18 de setembro  | 1959 | [ 20 ] |
| 6  | Vila Nova           | 10–0   | Itumbiara                | Serra Dourada   | 28 de fevereiro | 1999 | [ 21 ] |

## Competições oficiais não reconhecidas

### Campeonato Goianiense
Os campeonatos goianos de 1944 à 1961 eram torneios citadinos com alguns times do interior participando. Porém, as edições de 1940 e 1943 não são contabilizados como goianos. A edição de 1940 não é oficializada, ainda, pois a FGF filiou-se a CBD somente em 1941. Já a edição de 1943, não foi homologada por não ter sido terminada e pela briga interna da Federação que ocasionou uma divisão na entidade.
| Edição | Ano  | Campeão | Vice-campeão |
| ------ | ---- | ------- | ------------ |
| 1ª     | 1940 | Goiânia | Operário     |
| 2ª     | 1943 | Goiânia | Comercial    |

### Campeonato Estadual de Goiás
O Campeonato Goiano de Futebol, também conhecido como Campeonato Estadual de Goiás, era o verdadeiro campeonato goiano de futebol. O time que ganhasse o campeonato goianiense e a equipe que vencesse o campeonato do interior - depois incluído o campeão anapolino - se defrontariam para saber quem seria o campeão estadual. Não se sabe o motivo da FGF não reconhecer esses campeonatos como goianos.
| Edição | Ano  | Campeão              | Vice-campeão        | Terceiro colocado |
| ------ | ---- | -------------------- | ------------------- | ----------------- |
| —      | 1944 | Cancelado            | Cancelado           | Cancelado         |
| 1ª     | 1947 | União Operária       | Atlético Goianiense | Não houve         |
| 2ª     | 1957 | América de Morrinhos | Atlético Goianiense | Ipiranga          |
| 3ª     | 1959 | Goiânia              | Ipiranga            | Ceres             |
| 4ª     | 1960 | Goiânia              | Anapolina           | Inhumas           |
| 5ª     | 1961 | Vila Nova            | Botafogo de Buriti  | Ipiranga          |

### Títulos totais por clubes
| Clube                            | Campeão | Anos dos Títulos |
| -------------------------------- | ------- | --- |
| Goiás (Goiânia)                  | 28      | 1966, 1971, 1972, 1975, 1976, 1981, 1983, 1986, 1987, 1989, 1990, 1991, 1994, 1996, 1997, 1998, 1999, 2000, 2002, 2003, 2006, 2009, 2012, 2013, 2015, 2016, 2017, 2018 |
| Goiânia (Goiânia)                | 18      | 1940, 1943, 1945, 1946, 1948, 1950, 1951, 1952, 1953, 1954, 1956, 1958, 1959, 1959, 1960, 1960, 1968, 1974                                                             |
| Atlético Goianiense (Goiânia)    | 18      | 1944, 1947, 1949, 1955, 1957, 1964, 1970, 1985, 1988, 2007, 2010, 2011, 2014, 2019, 2020, 2022, 2023, 2024                                                             |
| Vila Nova (Goiânia)              | 17      | 1961, 1961, 1962, 1963, 1969, 1973, 1977, 1978, 1979, 1980, 1982, 1984, 1993, 1995, 2001, 2005, 2025                                                                   |
| CRAC (Catalão)                   | 2       | 1967, 2004 |
| Anápolis (Anápolis)              | 2       | 1947, 1965 |
| América de Morrinhos (Morrinhos) | 1       | 1957 |
| Goiatuba (Goiatuba)              | 1       | 1992 |
| Itumbiara (Itumbiara)            | 1       | 2008 |
| Grêmio Anápolis (Anápolis)       | 1       | 2021 |

## Competições relacionadas

### Campeonato Goiano do Interior
Esse campeonato era disputado pelas equipes que não participavam do Campeonato Goiano. Em 1987 o Santa Helena foi declarado campeão do interior por ter sido o time do interior com melhor campanha.

### Seletiva
Em alguns anos foram criadas seletivas para os times disputarem o campeonato goiano.

#### Campeões
| Edição | Ano     | Campeão                      | Vice-campeão                | Terceiro colocado              | Quarto colocado |
| ------ | ------- | ---------------------------- | --------------------------- | ------------------------------ | --------------- |
| 1ª     | 1971-I  | Goiatuba Jataiense Goianésia | Itumbiara São Luís Campinas | América de Morrinhos Rio Verde | Não houve       |
| 2ª     | 1971-II | Campinas                     | Itumbiara                   | Não houve                      | Não houve       |
| 3ª     | 1984-I  | Ceres                        | Goianésia                   | Rio Verde                      | Monte Cristo    |
| 4ª     | 1984-II | Jataiense                    | Rio Verde                   | Monte Cristo                   | Santa Helena    |
| 5ª     | 1988    | Goiatuba                     | Jataiense                   | CRAC                           | Não houve       |
| 6ª     | 1995    | Anapolina                    | Goiatuba                    | Santa Helena                   | Luziânia        |

### Taça dos Invictos
A Taça dos Invictos foi criada pelo jornalista Lisita Junior, visando estimular o futebol de Goiânia. Ela era entregue ao clube que ficasse mais jogos invicto.

#### Campeões
| Ano       | Campeão  | Jogos invicto |
| --------- | -------- | ------------- |
| 1956      | Atlético | 15 jogos      |
| 1957      | Goiânia  | 16 jogos      |
| 1957-1958 | Atlético | 17 jogos      |

## Outros torneios em Goiás

### Torneio desconhecido (Torneio Goiânia) 1944
Atlético Goianiense e Goiânia disputaram um torneio no sistema melhor de três, que é identificado como Campeonato da Cidade, porém, o Campeonato da Cidade (Campeonato Goiano) daquele ano foi disputado no segundo semestre.